# J.N. Adam & Co.
J.N. Adam & Co., in de volksmond J.N.'s genoemd, was een warenhuis in Buffalo (New York), dat onderdeel werd van de Associated Dry Goods Corporation.

## Geschiedenis
J.N. Adam & Co. werd in 1881 opgericht door James Noble Adam, een broer van Robert B. Adam, een oprichter van AM&A's, een ander warenhuis in Buffalo. De medeoprichter van de winkel was William H. Hotchkiss die in 1905 bij de aankoop van de concurrerende winkel Hengerer's bemiddelde. Beide winkels bleven in bedrijf en werden in 1916 de onderdeel van Associated Dry Goods Corporation.
De winkel in het stadscentrum was aanvankelijk gevestigd op Main Street 292. Later verhuisden ze naar de hoek van Main Street en Eagle Street, waar ze in dertig jaar tijd een enorm pand van 110.000 m² bouwden in het centrum. De vlaggenschipwinkel werd ontworpen door architectenbureau Starrett & van Vleck, die ook de Downtown Athletic Club en de vlaggenschipwinkels van Lord and Taylor, Bloomingdales en Saks Fifth Avenue in New York ontwierpen. 
In 1937 werd een filiaal van J.N. Adam & Co. geopend op  Falls Street 114-120 in Niagara Falls, New York.

### Sluiting
J.N.'s sloot in 1960 en de winkel in Buffalo werd de nieuwe thuisbasis van AM&A's in het stadscentrum. De vlaggenschipwinkel opereerde tot 1995 onder de naam The Bon Ton. Op 20 februari 2009 werd het voormalige winkelcomplex toegevoegd aan het National Register of Historic Places als het J.N. Adam–AM&A Historic District. In 2015 kocht een ontwikkelingsbedrijf uit New York het gebouw met de bedoeling het om te bouwen tot een Aziatisch getint hotel- en restaurantcomplex met tien verdiepingen en 300 kamers.
- Library of Congress Control Number: no2018029392
- Virtual International Authority File: 4537152080597607230000